# Sinfonía n.º 37 (Haydn)

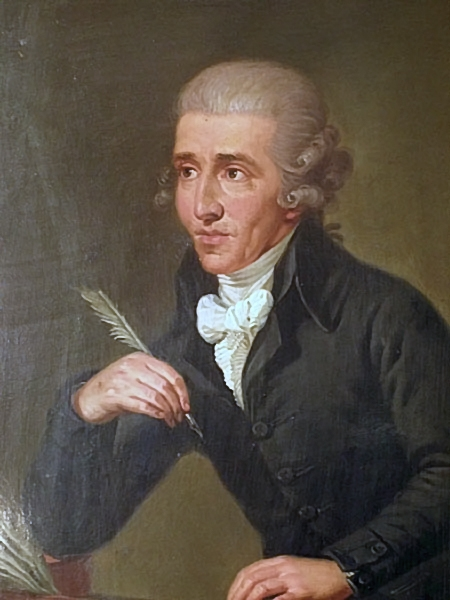
Haydn hacia 1770.

La Sinfonía n.º 37 en do mayor, Hob. I:37 fue compuesta por Joseph Haydn en algún momento entre 1757 y 1761.

## Historia
La producción sinfónica del maestro austríaco puede dividirse a grandes rasgos en tres bloques temporales: el primer bloque (1757-1761) se corresponde con su periodo al servicio del conde Carl von Morzin (n.º 1 - n.º 5); el segundo bloque en la corte Esterházy (1761-1790 pero con la última sinfonía para el público de Esterházy en 1781); y el tercer bloque (1782-1795) comprende las Sinfonías de París (n.º 82 - n.º 87) y las Sinfonías de Londres (n.º 93 - n.º 104). El 1 de mayo de 1761 el compositor firmó su contrato como vice-kapellmeister (más tarde kapellmeister) de la familia Esterházy, que nominalmente duró 48 años, hasta su muerte.
La composición de esta pieza se desarrolló en algún momento entre 1757 y 1761. A pesar de su numeración un tanto elevada, se trata de una de las primeras obras de Haydn en el género sinfónico y por tanto pertenece al periodo Morzin. Una copia de la partitura en Český Krumlov está fechada con el año 1758. Según Reisig, la fecha más tardía de la n.º 37 puede atribuirse a la adición de partes para timbales y trompetas que seguramente habrían estado ausentes en los recursos de que disponía Haydn en Lukavec. 

## Instrumentación
La partitura está escrita para una orquesta formada por:
- Viento madera: 2 oboes y 1 fagot.
- Viento metal: 2 trompas y/o 2 trompetas.
- Percusión: timbales
- Cuerda: una sección de cuerdas con 2 violines, viola, violonchelo y contrabajo.
- Teclado: clavecín como bajo continuo.

Es posible que las partes de trompeta y timbales fueran añadidas más tarde. En aquella época se solía emplear un fagot para amplificar la voz del bajo, incluso sin una notación separada. En cuanto a la participación del clavecín como bajo continuo en las sinfonías de Haydn existen diversas opiniones entre los estudiosos: James Webster se sitúa en contra; Hartmut Haenchen a favor; Jamie James en su artículo para The New York Times presenta diferentes posiciones por parte de Roy Goodman, Christopher Hogwood, H. C. Robbins Landon y James Webster. A partir de 2019 la mayor parte de las orquestas con instrumentos modernos no utiliza el clavecín como continuo. No obstante, existen grabaciones con clavecín en el bajo continuo realizadas por: Trevor Pinnock (Sturm und Drang Symphonies, Archiv, 1989-1990); Nikolaus Harnoncourt (n.º 6–8, Das Alte Werk, 1990); Sigiswald Kuijken (incluidas las Sinfonías de París y Londres; Virgin, 1988-1995); Roy Goodman (Ej. n.º 1-25, 70-78, 82-87; Hyperion, 2002).

## Estructura y análisis
La sinfonía consta de cuatro movimientos:
- I. Presto, en do mayor 2
4
- II. Menuet, en do mayor – Trio, en do menor 3
4
- III. Andante, en do menor 2
4
- IV. Presto, en do mayor 3
8

La interpretación de esta obra dura aproximadamente entre 15 y 20 minutos. Es una de las pocas sinfonías de Haydn en situar el minueto en segundo lugar y el movimiento lento en tercer lugar, trastocando la estructura clásica de la sinfonía en la cual intercambian estos puestos. Este patrón sólo se encuentra en otras cinco sinfonías de Haydn, todas ellas tempranas excepto una (Sinfonías "B", n.º 15, 32, 44, 68). También ocurre esto en la n.º 15 y n.º 16 de su hermano Michael Haydn. Al igual que la Sinfonía n.º 32, esta obra ejemplifica el estilo en do mayor de Haydn. Sin embargo, en la medida en que parece no haber incluido originalmente trompetas y tambores, es menos festiva y más típica de sus primeras sinfonías en general. La adición de estos instrumentos refuerzan la grandilocuente apertura, a la vez señorial y arcaica.  

### I.Presto
El primer movimiento, Presto, está escrito en la tonalidad de do mayor, en compás de 2/4 y sigue la forma sonata. El comienzo del tema principal en la dominante y la posterior modulación a un remoto tono menor desmienten los frescos conceptos del joven compositor. A pesar de su claridad formal, es un auténtico maremagnum de motivos distintos pero relacionados, cuyas formas y funciones formales cambian constantemente. Se han encontrado similitudes entre este movimiento de apertura en 2/4 y el Finale, también en 2/4, del Servizio di tavola en do mayor de Georg von Reutter de 1757. Ambos se conocían debido a que Reutter era el director musical de la Catedral de San Esteban de Viena, en la que Haydn cantó en su infancia. 

### II.Menuet– Trio
El segundo movimiento, Menuet – Trio, está en do mayor que en el trío pasa a do menor y el compás es 3/4. El solemne minueto con sus ritmos con puntillo ocupa el segundo lugar y el trío está en la tónica menor, esta vez con material más marcadamente original. Recuerda más a una festividad de salón de baile rococó que a una danza campestre debido a los metales y la percusión.

### III.Andante
El tercer movimiento, Andante, está en do menor y en compás de 2/4. Este movimiento lento es una muestra de su época y es muy parecido al de una de sus primeras sonatas para piano (Hob. XVI:Es2). También está escrito en la tónica menor, lo cual supone una inusual "duplicación" de la tonalidad paralela. Es más regular en el fraseo que en la Sinfonía n.º 32, pero presenta una mayor variedad de material y textura, y alcanza mayor expresividad y gama armónica en el desarrollo.

### IV.Presto
El cuarto y último movimiento, Presto, retoma la tonalidad inicial y el compás es 3/8. El Finale, de nuevo marcado Presto, está escrito al antiguo estilo en 3/8. Es aún más abrupto e incluye más contraste interno que la mayoría de sus colegas. Tiene un aire un tanto seco, algo atípico, ya que incluso cuando Haydn se atiene a las normas, hay un cierto espíritu y energía que llevan la música hasta el cierre.